# Marco Macina
Marco Macina [marko mačína] (* 30. září 1964 Città di San Marino) je bývalý sanmarinský fotbalista a reprezentant. V mládežnických kategoriích reprezentoval také Itálii.

## Hráčská kariéra
Začínal v sanmarinském klubu SP Tre Penne, odkud roku 1977 odešel do boloňské akademie, kde sdílel pokoj s Robertem Mancinim. Na podzim 1981 se prosadil do A-mužstva a 22. listopadu debutoval v Serii A na hřišti Juventusu Turín (domácí vyhráli 2:0), čímž se stal druhým rodilým Sanmariňanem, který se objevil v Serii A (prvním byl Massimo Bonini v dresu Juventusu Turín 13. září téhož roku). Jedná se zatím o jediný zápas v historii nejvyšší italské soutěže, v němž proti sobě stanuli dva rodáci ze San Marina. V Serii A zaznamenal celkem 13 startů v dresech Boloni a AC Milán, aniž by skóroval.
V Serii B hrál za Boloňu, Arezzo a Parmu a v Serii C1 za Boloňu, Reggianu a Anconu, kde v roce 1988 svoji klubovou kariéru ukončil.

### Reprezentace
V letech 1980–1982 byl členem italské reprezentace do 16 let. Vyhrál s ní mistrovství Evropy této kategorie, když vstřelil jedinou branku finálového utkání proti vrstevníkům ze Západního Německa.
Od roku 1986 reprezentoval San Marino. Nastoupil ve vůbec prvním reprezentačním utkání San Marina, které se hrálo 28. března 1986 v Serravalle proti výběru Kanady a domácí je prohráli 0:1. Toto utkání však není sanmarinským fotbalovým svazem bráno jako oficiální a není ani ve výčtu oficiálních utkání kanadské fotbalové reprezentace. Macinovy dva oficiální zápasy za reprezentaci jsou z roku 1990 a oba se odehrály v rámci kvalifikace na ME 1992 (14. listopadu 0:4 se Švýcarskem a 5. prosince 0:6 v Rumunsku).

### Evropské poháry
Na podzim 1985 naskočil v dresu milánského AC do tří utkání Poháru UEFA. V prvním z nich proti Lokomotivě Lipsko byl v základní sestavě.

### Ligová bilance
| Ročník           | Zápasy | Góly | Minuty | Klub          |
| ---------------- | ------ | ---- | ------ | ------------- |
| Serie A 1981/82  | 8      | 0    | 223    | Bologna FC    |
| Serie B 1982/83  | 14     | 2    | 609    | Bologna FC    |
| Serie C1 1983/84 | 2      | 1    | –      | Bologna FC    |
| Serie B 1983/84  | 11     | 1    | 487    | US Arezzo     |
| Serie B 1984/85  | 26     | 3    | 1 754  | Parma AC      |
| Serie A 1985/86  | 5      | 0    | 251    | AC Milán      |
| Serie C1 1986/87 | 23     | 4    | –      | AC Reggiana   |
| Serie C1 1987/88 | 5      | 0    | –      | Ancona Calcio |
| CELKEM SERIE A   | 13     | 0    | 474    |               |
| CELKEM SERIE B   | 51     | 6    | 2 850  |               |
| CELKEM SERIE C1  | 31     | 5    | –      |               |